# Paul Trautmann

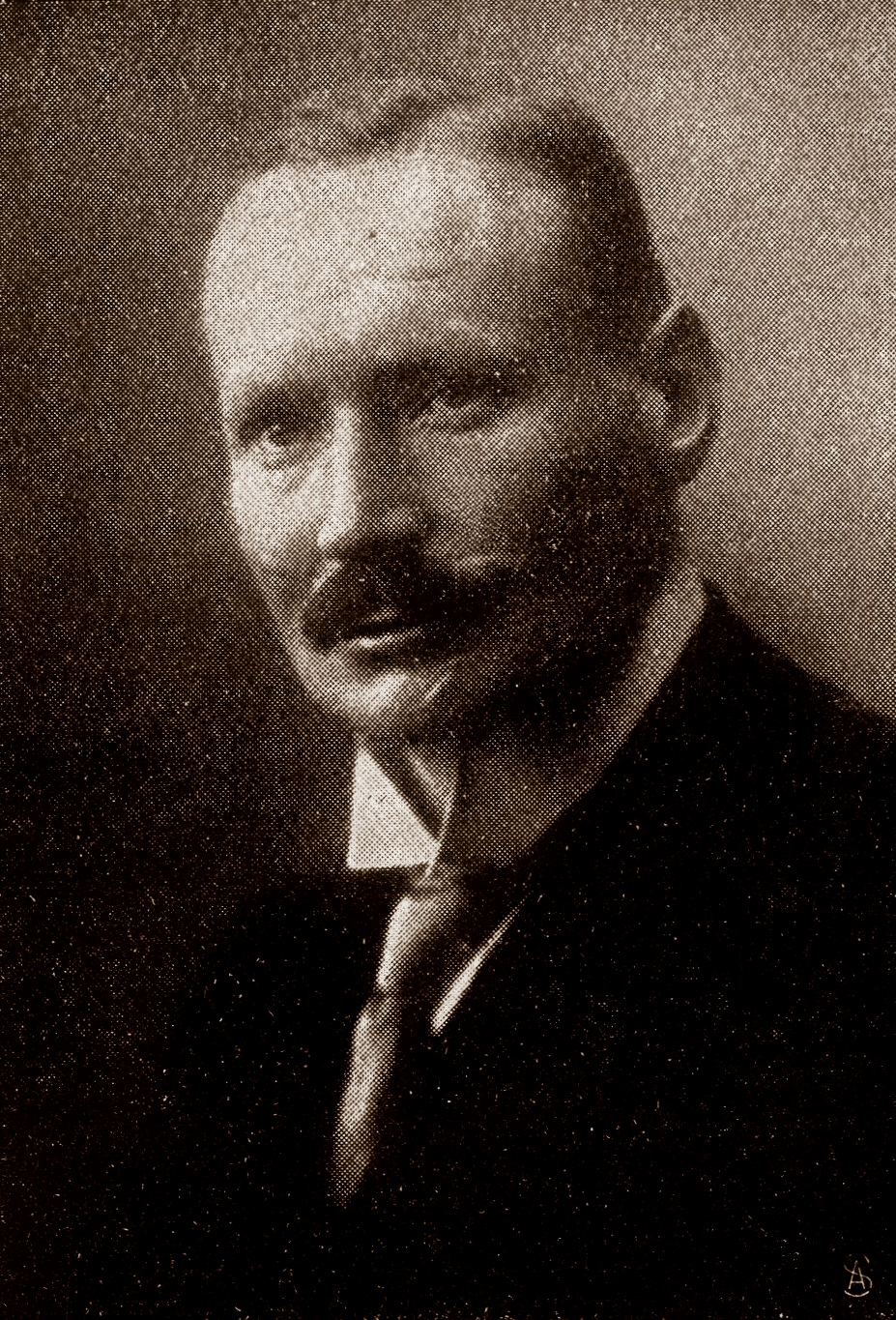
Paul Trautmann 1917

Paul Trautmann (ur. 24 lutego 1881 w Staßfurcie, zm. 13 sierpnia 1929 w Brunszwiku) – niemiecki prawnik i polityk, w okresie 1917–1925 nadburmistrz Frankfurtu nad Odrą, w latach 1925–1929 nadburmistrz Brunszwiku.

## Życiorys
Syn deputowanego do Reichstagu Wilhelma Trautmanna. Studiował prawo w Halle, Getyndze i Kilonii. Po uzyskaniu promocji na doktora praw i filozofii (Dr. jur. et phil.) w 1912 – asesor sądowy w Ministerstwie Spraw Wewnętrznych (Reichsamt des Innern). Zatrudniony w IV Wydziale Wojenno-Gospodarczym.
Od 13 lutego 1917 nadburmistrz Frankfurtu nad Odrą (następca Georga Richtera), zaś od 1925 – Brunszwiku (następca Hugo Retemeyera).
W 1929 zmarł w Brunszwiku w wieku 48 lat. Jedną z ulic we Frankfurcie nad Odrą nazwano jego imieniem (dzisiejsza Heinrich-Zille-Straße).